# Sarcolobus spathulatus
Sarcolobus spathulatus är en oleanderväxtart som beskrevs av P.I. Forster. Sarcolobus spathulatus ingår i släktet Sarcolobus och familjen oleanderväxter. Inga underarter finns listade i Catalogue of Life.